# Saint-Maurice-Crillat
Pour les articles homonymes, voir Saint-Maurice.
Saint-Maurice-Crillat est une commune française située dans le département du Jura, dans la région culturelle et historique de Franche-Comté et la région administrative Bourgogne-Franche-Comté.

## Géographie
Village du Jura, pays des Lacs ( lacs de Clairvaux, lac d'Ilay, lac de Bonlieu, lacs du Petit et du Grand Maclus, lac de Narlay).
À proximité du Haut-Jura : Ski de fond à 7 km, ski alpin à 30 km.
La commune était autrefois desservie par les Chemins de fer vicinaux du Jura, avec une gare à Saint-Maurice et une autre à Crillat.

### Climat
Pour des articles plus généraux, voir Climat de la Bourgogne-Franche-Comté et Climat du département du Jura.
En 2010, le climat de la commune est de type climat de montagne, selon une étude du Centre national de la recherche scientifique s'appuyant sur une série de données couvrant la période 1971-2000. En 2020, Météo-France publie une typologie des climats de la France métropolitaine dans laquelle la commune est dans une zone de transition entre le climat semi-continental et le climat de montagne et est dans la région climatique  Jura, caractérisée par une forte pluviométrie en toutes saisons (1 000 à 1 500 mm/an), des hivers rigoureux et un ensoleillement médiocre. 
Pour la période 1971-2000, la température annuelle moyenne est de 7,7 °C, avec une amplitude thermique annuelle de 15,6 °C. Le cumul annuel moyen de précipitations est de 1 833 mm, avec 13 jours de précipitations en janvier et 10,6 jours en juillet. Pour la période 1991-2020, la température moyenne annuelle observée sur la station météorologique de Météo-France la plus proche, « Cogna », sur la commune de Cogna à 6 km à vol d'oiseau, est de 10,8 °C et le cumul annuel moyen de précipitations est de 1 557,5 mm. 
La température maximale relevée sur cette station est de 39 °C, atteinte le 12 août 2003 ; la température minimale est de −18,5 °C, atteinte le 6 février 2012,,. 
Les paramètres climatiques de la commune ont été estimés pour le milieu du siècle (2041-2070) selon différents scénarios d'émission de gaz à effet de serre à partir des nouvelles projections climatiques de référence DRIAS-2020. Ils sont consultables sur un site dédié publié par Météo-France en novembre 2022.

## Urbanisme

### Typologie
Au 1er janvier 2024, Saint-Maurice-Crillat est catégorisée commune rurale à habitat dispersé, selon la nouvelle grille communale de densité à sept niveaux définie par l'Insee en 2022.
Elle est située hors unité urbaine et hors attraction des villes,.

### Occupation des sols
L'occupation des sols de la commune, telle qu'elle ressort de la base de données européenne d’occupation biophysique des sols Corine Land Cover (CLC), est marquée par l'importance des forêts et milieux semi-naturels (73 % en 2018), une proportion sensiblement équivalente à celle de 1990 (73,4 %). La répartition détaillée en 2018 est la suivante : 
forêts (73 %), prairies (23,7 %), zones agricoles hétérogènes (1,9 %), zones urbanisées (1,3 %). L'évolution de l’occupation des sols de la commune et de ses infrastructures peut être observée sur les différentes représentations cartographiques du territoire : la carte de Cassini (XVIIIe siècle), la carte d'état-major (1820-1866) et les cartes ou photos aériennes de l'IGN pour la période actuelle (1950 à aujourd'hui).

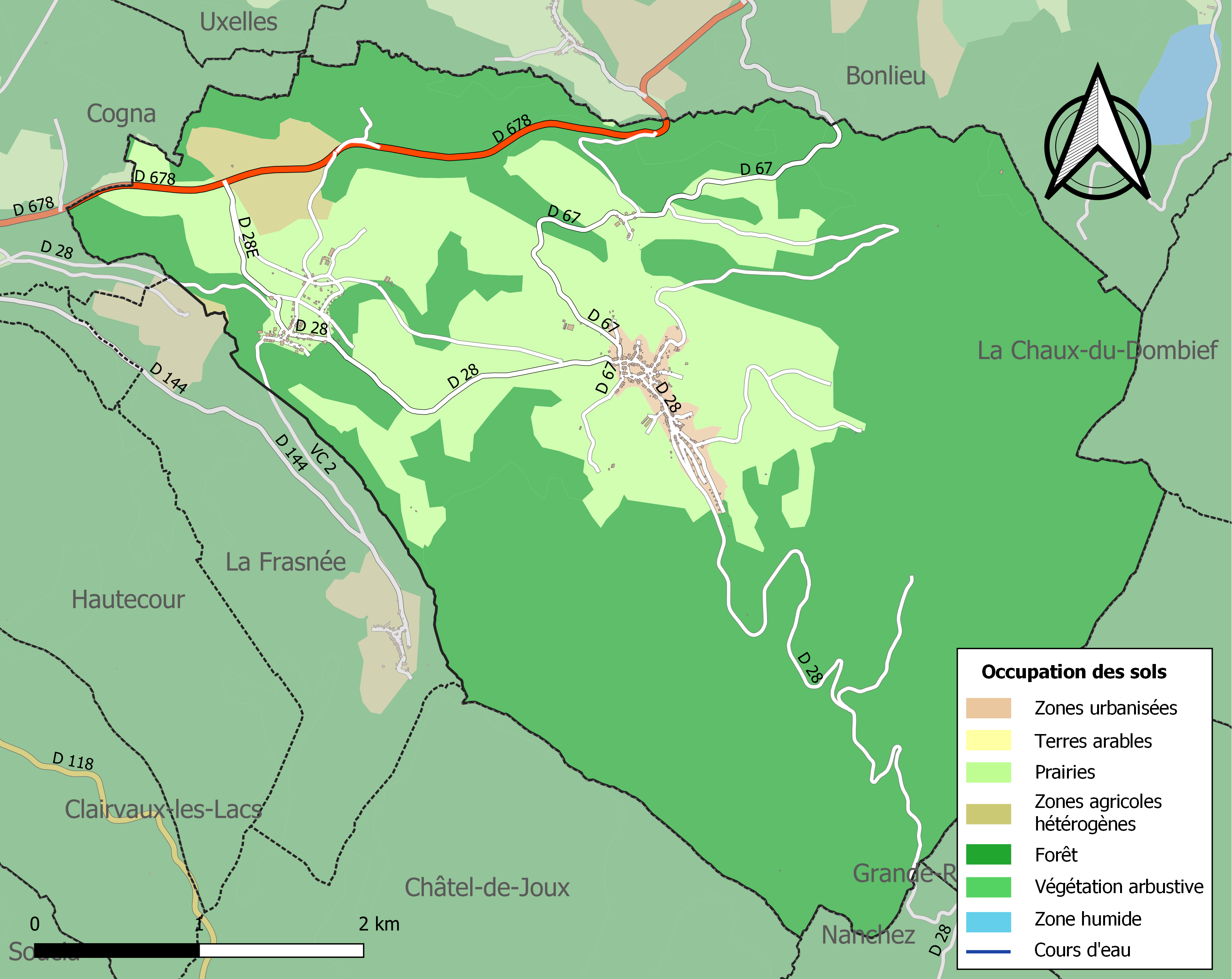
Carte des infrastructures et de l'occupation des sols de la commune en 2018 (CLC).

## Histoire
Au cours de la Révolution française, la commune, alors nommée simplement Saint-Maurice, porta provisoirement les noms de Maurice-la-Montagne et de Montfleuri.

En 1822, la commune absorbe celle voisine de Trêtu.

En 1938, la commune ajoute à son nom la terminaison distinctive -en-Montagne.

En 1972, la commune absorbe celle voisine de Crillat et devient Saint-Maurice-Crillat.

## Héraldique
|  | Les armes de la commune se blasonnent ainsi : De gueules au chevron accompagné, en chef, de deux étoiles et, en pointe, d'une rose, le tout d'argent. |

## Politique et administration
| Période   | Période  | Identité          | Étiquette | Qualité |
| --------- | -------- | ----------------- | --------- | ------- |
| mars 2001 | 2013     | Alain Picard      |           |         |
| 2014      | 2019     | Maurice Bariod    | DVD       |         |
| 2020      | En cours | Jacqueline Millet |           |         |

## Démographie
L'évolution du nombre d'habitants est connue à travers les recensements de la population effectués dans la commune depuis 1793. Pour les communes de moins de 10 000 habitants, une enquête de recensement portant sur toute la population est réalisée tous les cinq ans, les populations de référence des années intermédiaires étant quant à elles estimées par interpolation ou extrapolation. Pour la commune, le premier recensement exhaustif entrant dans le cadre du nouveau dispositif a été réalisé en 2007.

En 2022, la commune comptait 242 habitants, en évolution de +1,26 % par rapport à 2016 (Jura : −0,81 %, France hors Mayotte : +2,11 %).
| 1793 | 1800 | 1806 | 1821 | 1831 | 1836 | 1841 | 1846 | 1851 |
| ---- | ---- | ---- | ---- | ---- | ---- | ---- | ---- | ---- |
| 442  | 443  | 457  | 541  | 584  | 605  | 543  | 561  | 573  |

| 1856 | 1861 | 1866 | 1872 | 1876 | 1881 | 1886 | 1891 | 1896 |
| ---- | ---- | ---- | ---- | ---- | ---- | ---- | ---- | ---- |
| 504  | 509  | 501  | 480  | 430  | 402  | 369  | 352  | 333  |

| 1901 | 1906 | 1911 | 1921 | 1926 | 1931 | 1936 | 1946 | 1954 |
| ---- | ---- | ---- | ---- | ---- | ---- | ---- | ---- | ---- |
| 308  | 348  | 301  | 287  | 303  | 208  | 185  | 183  | 176  |

| 1962 | 1968 | 1975 | 1982 | 1990 | 1999 | 2006 | 2007 | 2012 |
| ---- | ---- | ---- | ---- | ---- | ---- | ---- | ---- | ---- |
| 169  | 170  | 220  | 212  | 225  | 209  | 208  | 208  | 231  |

| 2017 | 2022 | - | - | - | - | - | - | - |
| ---- | ---- | - | - | - | - | - | - | - |
| 242  | 242  | - | - | - | - | - | - | - |

## Lieux et monuments
- Épicéa géant
- Église Saint Maurice
- Chapelle
- Belvédères et points de vue
- Fromagerie à Comté  (fromage)

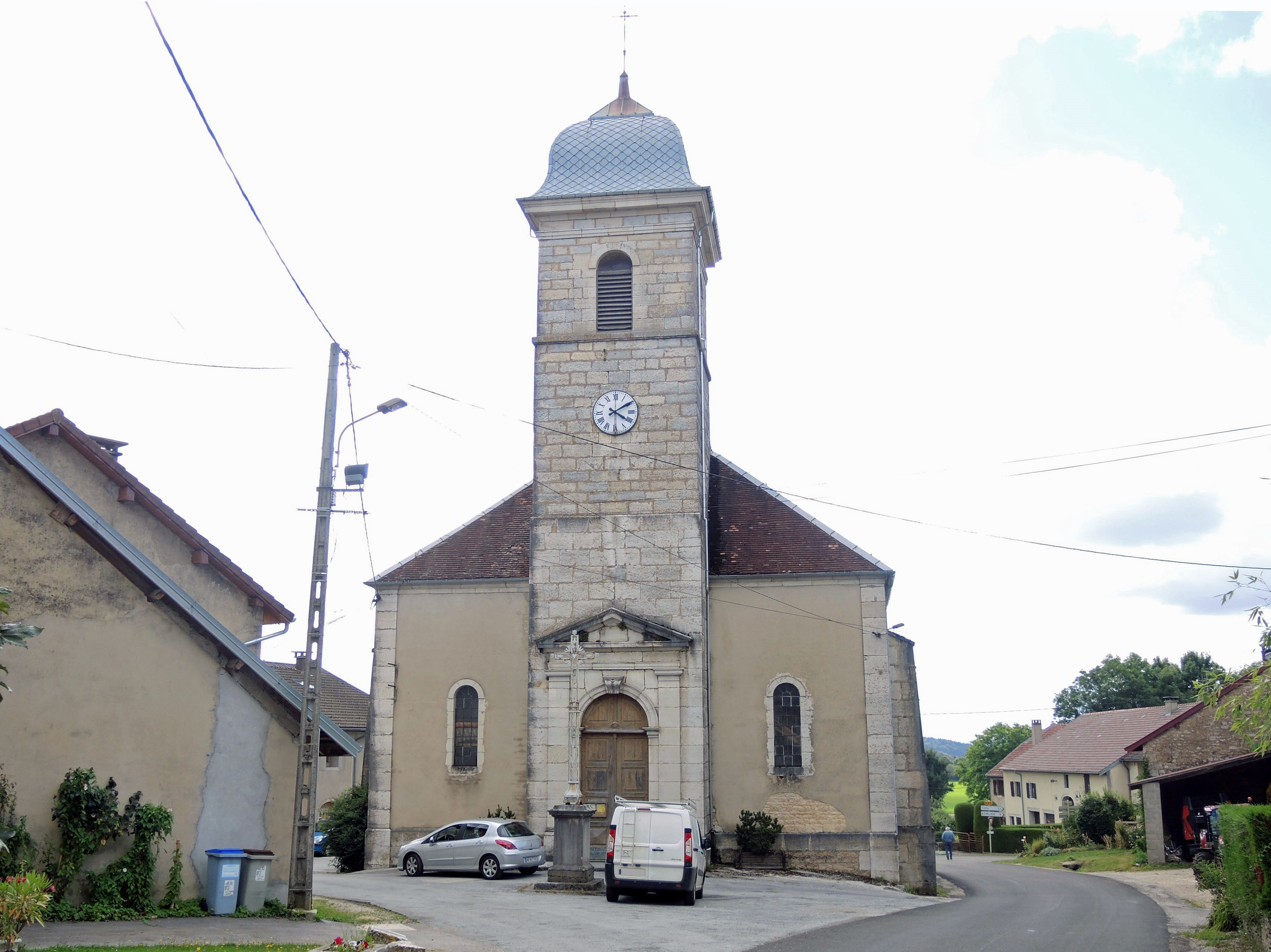
Eglise saint Maurice.

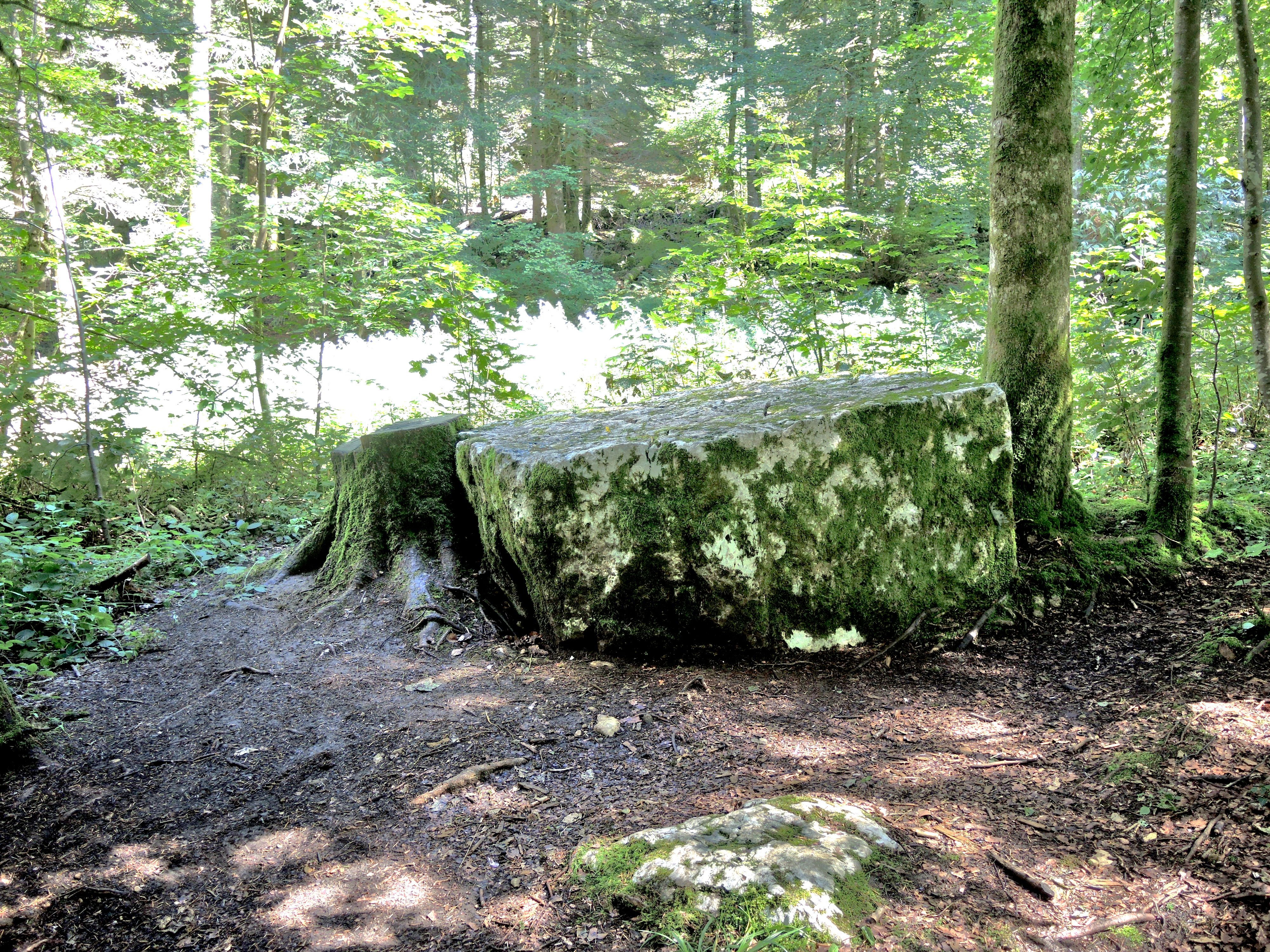
La pierre d'autel.

- Coopérative de production de Comté issu de l'agriculture biologique (Président : André Ducrot)
- Tilleul géant (deux tilleul plantés comme "Arbres de la Liberté" en 1789, seul un subsiste aujourd'hui surplombant le village).
- Vestiges (fossés) du château de Crillat, cité au XIIIe siècle, occupé par les comtois durant la guerre de dix ans, il fut malheureusement détruit sur ordres de Louis XIV en 1668.
- Col de la Joux sur la RD 28, emprunté par la 8e étape du Tour de France 2017 et classé en troisième catégorie au Grand prix de la montagne.

## Personnalités liées à la commune
- Madame Monsieur, le duo s'est marié dans la commune d'où la famille d'Émilie Sattonnet est originaire[18].
- Jean-Paul Montagnier, universitaire français dont la famille serait installée à Saint-Maurice-Crillat depuis le XIIIe siècle par la branche des Rosset, puis par celle des Renaud (Crillat) et Bariod (Saint-Maurice).